# Ray Stevens
Ray Stevens, född Harold Ray Ragsdale 24 januari 1939 i Clarkdale, Cobb County, Georgia, är en amerikansk sångare, låtskrivare och komiker. Stevens är främst känd för komedilåtar som "Ahab the Arab" (1962), "Gitarzan" (1969) och "The Streak" (1974). Men han fick även en stor hit med den seriösa låten "Everything Is Beautiful" 1970. Låten toppade Billboard Hot 100-listan och tilldelades två Grammys.

## Diskografi i urval

### Studioalbum
- 1962 1,837 Seconds of Humor
- 1963 This Is Ray Stevens
- 1968 Even Stevens
- 1969 Gitarzan
- 1969  Have a Little Talk with Myself
- 1970 Everything Is Beautiful
- 1970 Unreal!!!
- 1972 Turn Your Radio On
- 1973 Losin' Streak
- 1973 Nashville
- 1974 Boogity Boogity
- 1975 Misty
- 1976 Just for the Record
- 1977 Feel the Music
- 1977 There Is Something on Your Mind
- 1978 Be Your Own Best Friend
- 1980 Shriner's Convention
- 1981 One More Last Chance
- 1982 Don't Laugh Now
- 1983 Me
- 1984 He Thinks He's Ray Stevens
- 1985 I Have Returned
- 1986 Surely You Joust
- 1987 Crackin' Up!
- 1988 I Never Made a Record I Didn't Like
- 1989 Beside Myself
- 1990 Lend Me Your Ears
- 1991 #1 With a Bullet
- 1993 Classic Ray Stevens
- 1997 Hum It
- 1997 Ray Stevens Christmas: Through a Different Window
- 2000 Ear Candy
- 2002 Osama-Yo' Mama: The Album
- 2007 New Orleans Moon
- 2008 Hurricane
- 2009 Ray Stevens Sings Sinatra…Say What??
- 2009 One for the Road
- 2010 We the People
- 2011 Spirit of '76
- 2011 Bozo's Back Again
- 2014 Ray Stevens Gospel Collection, Volume One
- 2015 Here We Go Again!
- 2016 Just A Closer Walk With Thee: Gospel Favorites
- 2016 Love Lifted Me
- 2016 Mary and Joseph and the Baby and Me
- 2021 Great Country Ballads
- 2021 Melancholy Fescue (High Class Bluegrass)
- 2021 Slow Dance
- 2021 Nouveau Retro (What's Old Is New Again)